# Psilococcus ruber
Psilococcus ruber är en insektsart som beskrevs av Borchsenius 1952. Psilococcus ruber ingår i släktet Psilococcus och familjen skålsköldlöss. Inga underarter finns listade i Catalogue of Life.